# Zotsara Randriambololona
Zotsara Randriambololona (Nice, 22 april 1994) is een Madagassisch voetballer. Hij ligt sinds 2017 onder contract bij Antwerp FC. 

## Biografie
Randriambololona werkte zijn jeugdopleiding af bij het Franse CS Sedan en AJ Auxerre. In januari 2015 tekende hij een contract bij het Belgische Excelsior Virton. Hij maakte zijn debuut op 21 februari 2015 toen hij in de 82ste minuut mocht invallen in een wedstrijd tegen Lommel United. Na 2,5 seizoenen bij Virton versierde Randriambololona een contract bij promovendus Antwerp FC.

### Clubstatistieken
| Seizoen | Club              | Competitie             | Competitie | Competitie | Beker | Beker | Internationaal | Internationaal | Totaal | Totaal |
| Seizoen | Club              | Competitie             | Wed.       | Dlp.       | Wed.  | Dlp.  | Wed.           | Dlp.           | Wed.   | Dlp.   |
| ------- | ----------------- | ---------------------- | ---------- | ---------- | ----- | ----- | -------------- | -------------- | ------ | ------ |
| 2014/15 | Excelsior Virton  | Tweede klasse          | 9          | 0          | 0     | 0     | —              | —              | 9      | 0      |
| 2015/16 | Excelsior Virton  | Tweede klasse          | 31         | 3          | 1     | 0     | —              | —              | 32     | 3      |
| 2016/17 | Excelsior Virton  | Eerste klasse amateurs | 18         | 7          | 0     | 0     | —              | —              | 18     | 7      |
| 2017/18 | Royal Antwerp     | Jupiler Pro League     | 2          | 0          | 1     | 0     | —              | —              | 3      | 0      |
| 2017/18 | → KSV Roeselare   | Proximus League        | 1          | 0          | 0     | 0     | —              | —              | 1      | 0      |
| 2018/19 | Royal Antwerp     | Jupiler Pro League     | 2          | 0          | 0     | 0     | —              | —              | 2      | 0      |
| 2018/19 | US Fleury-Mérogis | CFA 2                  | 9          | 1          | 0     | 0     | —              | —              | 9      | 1      |
| Totaal  | Totaal            | Totaal                 | 72         | 11         | 2     | 0     | 0              | 0              | 74     | 11     |